# Hum pri Ormožu
Hum pri Ormožu – wieś w Słowenii, w gminie Ormož. 1 stycznia 2018 liczyła 295 mieszkańców.